# Giacomo del Pò
Giacomo del Pò (29. prosince 1652 nebo 1654, Řím nebo Palermo, 16. listopadu 1726 Neapol) byl italský barokní malíř, divadelní scénograf a konstruktér.

## Život
Narodil se v rodině palermského malíře Pietra del Po, který byl žákem Domenichinovým, a vyučoval svého syna kreslení a malbě od mala. Jeho druhým učitelem měl být v Římě Nicolas Poussin, u něhož pravděpodobně od roku 1574 studoval malířství v Akademii sv. Lukáše. Roku 1583 se rodina přestěhovala do Neapole.
Zabýval se hlavně freskami a olejomalbou pro kostely od Říma po Neapol, scénografií, jevištní architekturou a konstrukcemi interiérů divadel. Rodinný klan Del Poů ovládal neapolské divadlo San Bartolommeo. V sídlech neapolské šlechty maloval často emblematické nebo alegorické motivy. Vedle Francesca Solimeny byl vůdčím malířem své generace. Zanechal rozsáhlé dílo, také díky obvyklé spolupráci se žáky. Je pohřben v Neapoli.

## Rodina

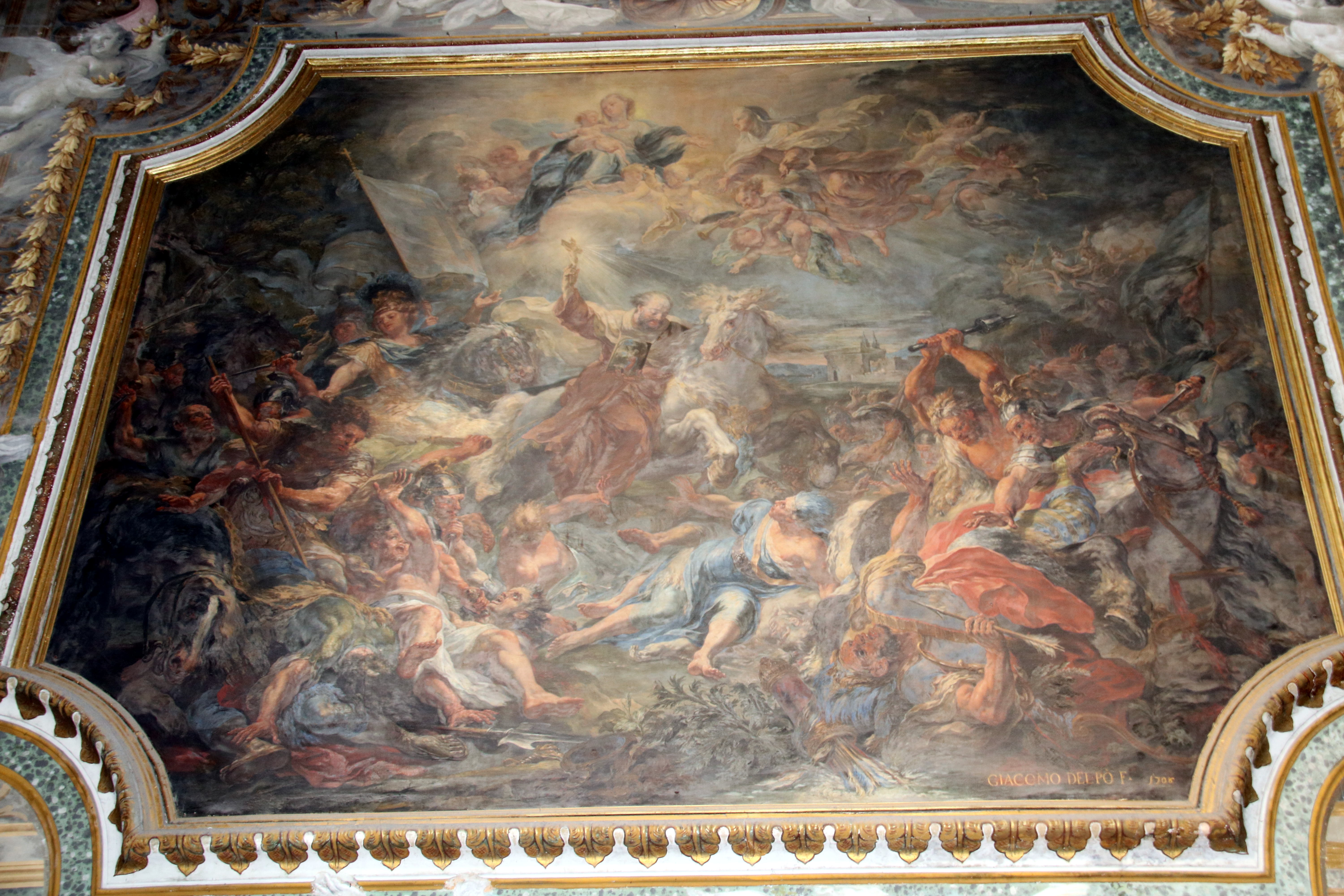
Bitva na Bílé Hoře pod vedením karmelitána Dominika à Gesù Maria, pod ochranou Panny Marie a sv. Terezie z Ávily, Neapol 1708

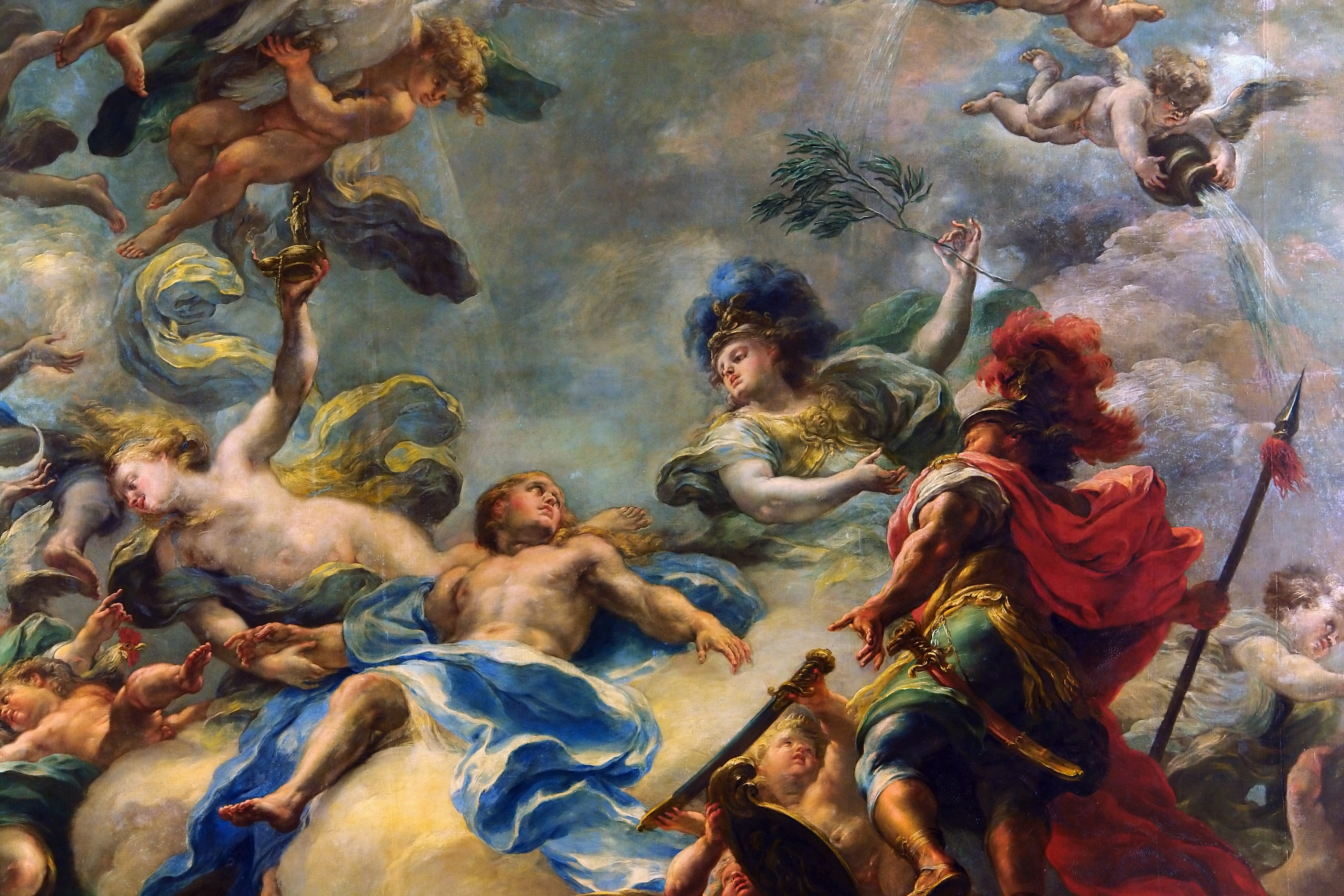
Apoteóza Slávy Evžena Savojského, detail, Horní Belveder, Vídeň

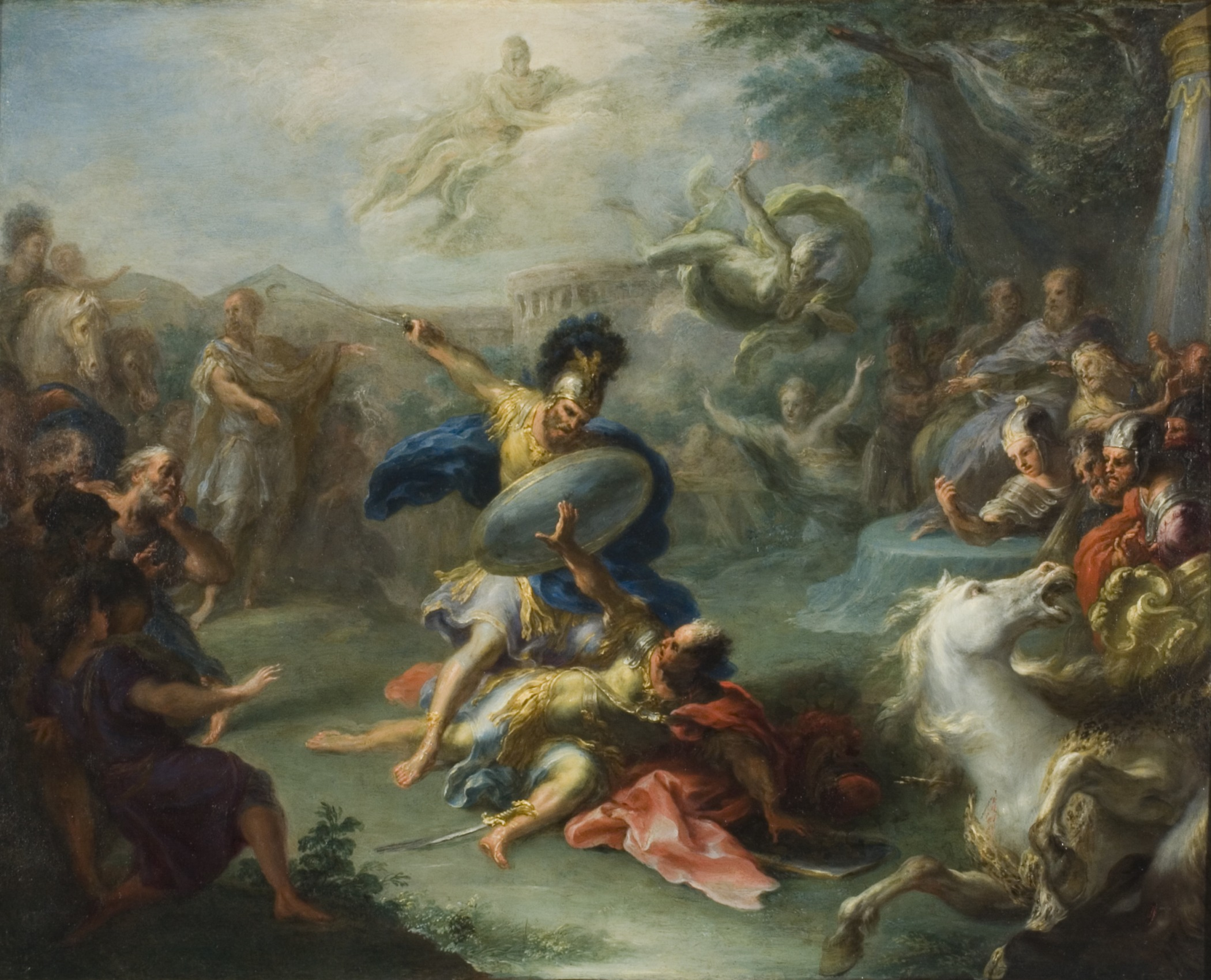
Aeneas vítězí v boji nad králem Turnem

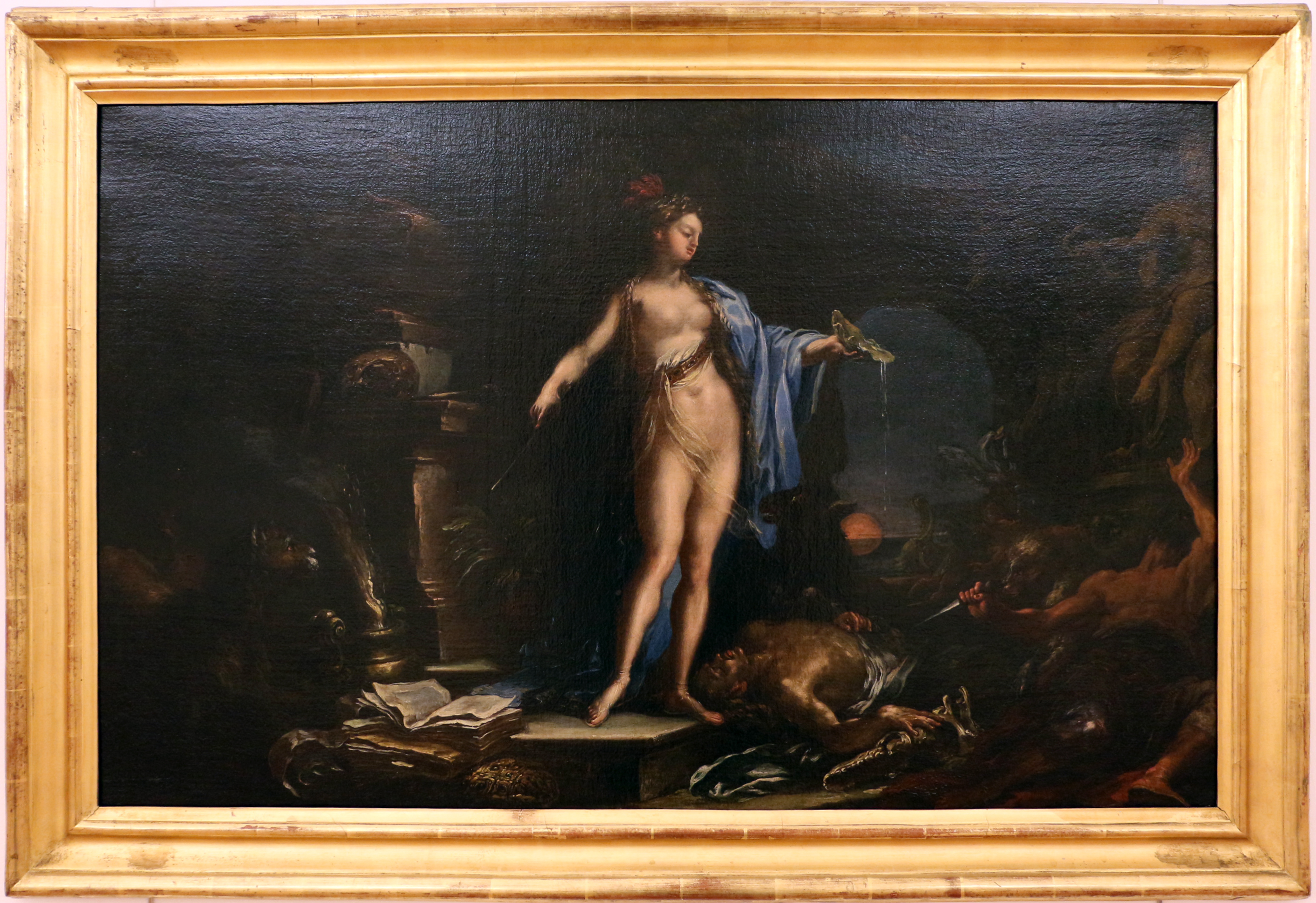
Alegorie magického vzkříšení

Malbě miniatur se věnovala jeho sestra Teresa del Pò. Malířem byl také jeho nevlastní bratr. Oženil se s Annou Ricciovou, jejich prvorozený syn Pietro se vyučil malířem, převzal také umělecké vedení neapolského divadla San Bartolomeo a zděděné otcovo jmění marnotratně rozházel.

## Dílo

### Řím
- dva oltářní obrazy v kostele Sant'Angelo in Pescheria
- oltářní obraz v kostele Santa Marta al Collegio Romano

### Neapol (výběr)
- fresky v Capella palatina královského paláce (Palazzo reale) v Neapoli
- scénografické návrhy a pro opery: Giasone, Il Minotauro a Arianna, architektura a konstrukce interiérů divadla Teatro San Bartolomeo v Neapoli
- fresky v Palazzo Carafa (spoluautoři Francesco di Maria a Francesco de Mura)
- fresky v Palazzo Caracciolo de Avellino
- fresky v galerii markýze v Genzanu
- fresky v kostele Santa Teresa degli Scalzi: Karmelitán Dominik à Gesù Maria vede katolické vojsko pod ochranou Panny Marie a sv. Terezie z Avily v bitvě na Bílé hoře (1708)
- obraz Panny Marie Růžencové v kostele San Pietro Martire, 1717.
- oltářní obraz svatého Kazimíra v kostele hieronymitů
- fresky ze života sv. Řehoře a sv. Troadia, Chiesa dei Santi Apostoli: Fresken Vita der Heiligen Gregor und Troadio.
- Museo di Capodimonte: návrhy na malbu porcelánu

### Milán
- fresky v kapli San Domenico Maggiore
- fresky v kostele San Gregorio Armeno
- oltářní obrazy pro kostely Santa Maria di Sette Dolori

### Opočno
- skica v zámecké galerii v Opočně dosvědčuje, že pracoval pro hraběte Colloredo-Mansfelda

### další lokace
- fresky v dómu v Sorrentu: Nanebevzetí Panny Marie mezi apoštoly Filipem a Jakubem Mladším (1722)
- fresky v paláci Evžena Savojského Belveder ve Vídni